# Uluh
Uluh es el segundo álbum de estudio de la banda de groove metal española Vita Imana, lanzado en el año 2012 y editado por Kaiowas Records.

## Canciones
1. 11°19′N 142°15′E
2. Animal
3. Crudo Invierno
4. Corpus
5. Romper Con Todo
6. 11032011 (Taikos II)
7. Origen
8. Quizás No Sea Nadie
9. Cráneo
10. Un Nuevo Sol
11. Uluh

## Personal
- Javier Cardoso – voz
- Román García – guitarra
- Puppy – guitarra
- Pepe Blanco – bajo
- Míriam Baz – Percusión
- Daniel García – batería